# Planja
Il monte Planja con 2.453 m s.l.m. è una montagna della Catena della Škrlatica delle Alpi Giulie. È situato nel comune di Plezzo in Slovenia, nella regione del Goriziano all'interno del Parco nazionale del Tricorno.